# 1231 Auricula
1231 Auricula (1931 TE2) là một tiểu hành tinh vành đai chính được phát hiện ngày 10 tháng 10 năm 1931 bởi Karl Wilhelm Reinmuth ở Heidelberg.